# هارييت غيرترود إيدي
هارييت غيرترود إيدي (بالإنجليزية: Harriet G. Eddy)‏ هي أمينة مكتبة أمريكية، ولدت في مارس 1876 في ليكسنيغتون في الولايات المتحدة، وتوفيت في 3 ديسمبر 1966.